# Catherine ten Bruggencate
Pour les articles homonymes, voir Ten Bruggencate.
Catherine ten Bruggencate, née le 2 avril 1955 aux Pays-Bas, est une  actrice et écrivaine néerlandaise.

## Filmographie

### Partielle
- 1986 : Afzien : Emma
- 1989 : Zwerfsters de Marja Kok : Catherine[2]
- 1989 : Een onrechtmatig bestaan
- 1991 : Werther Nieland
- 1994 : Old Tongues de Gerardjan Rijnders : Le docteur Jannie Ligt[3]
- 1995 : Antonia et ses filles de Marleen Gorris : Malle Madonna[4]
- 1996 : Ce sunt amorettes
- 2001 : Qui Vive de Frans Weisz[5]
- 2003 : De vreemde man
- 2006 : Ik Omhels Je Met 1000 Armen de Willem van de Sande Bakhuyzen[6]
- 2007 : Wolfsbergen'' de  Frans Weisz
- 2009 : Happy end : Lea
- 2014 : Rust : Vrouw

## Livre
- 2009 : Zomertijd wintertijd